# Lutz Riedel
Lutz Riedel (* 8. August 1947) ist ein deutscher Schauspieler, Hörbuchsprecher, Hörspielsprecher und Synchronsprecher, Synchronautor und Dialogregisseur.

## Leben
Riedel studierte Theaterwissenschaft, Germanistik und Publizistik an der Freien Universität Berlin und war als Schauspieler an den Städtischen Bühnen Lübeck und in Berlin tätig.
Riedel ist seit 1979 mit seiner Kollegin Marianne Groß verheiratet, die beiden haben zwei gemeinsame Töchter, Anna Maria (* 1981) und Sarah Riedel (* 1979), von denen letztere ebenfalls im Schauspiel- und Sprechergewerbe aktiv ist.

## Synchronisation
Riedel ist seit den 1970er-Jahren als Synchronsprecher tätig, vor allem als deutscher Stammsprecher von Timothy Dalton und Tom Wilkinson. Er synchronisierte Ronald Reagan in einem Film und gab dazu ein Interview, das in verschiedenen Zeitungen abgedruckt wurde. Das Interview wurde an das Weiße Haus weitergeleitet und Riedel erhielt danach einen Brief und ein Foto von Reagan mit der Unterschrift: With best wishes for Lutz Riedel. Ronald Reagan.
Als Synchronregisseur schrieb er u. a. die Dialogbücher und führte Dialogregie für Fluch der Karibik, Angeklagt, Jagd auf Roter Oktober oder Mondsüchtig.

## Hörbücher und -spiele (Auswahl)

### Hörbücher
- 2002: Stephen King: Frühling und Sommer (Lübbe Audio, zusammen mit Oliver Rohrbeck und Till Schult)
- 2003: H. P. Lovecraft: Necrophobia 1 (LPL Records, zusammen mit Joachim Kerzel, David Nathan und Nana Spier)
- 2004: H. P. Lovecraft: Bibliothek des Schreckens: Das Ding auf der Schwelle/Die Ratten im Gemäuer (LPL Records)
- 2004: Dalai Lama: Buch der Menschlichkeit (Lübbe Audio, DE: Gold (Hörbuch-Award))[4]
- 2004: H.R. Giger’s Vampirric: Die verloren gegangene Kunst des Zwielichts (LPL Records)
- 2005: H.R. Giger’s Vampirric: Vampirric Collector’s Box (LPL Records)
- 2005: Dalai Lama: Die Weisheit des Verzeihens (Lübbe Audio)
- 2005: Bram Stoker: Draculas Gast (LPL Records)
- 2007: H. P. Lovecraft: Necrophobia 2 (LPL Records, zusammen mit Helmut Krauss, Marianne Groß, David Nathan und Torsten Michaelis)
- 2007: Peter Berling: Die Kinder des Gral (Lübbe Audio, zusammen mit Sascha Rotermund)
- 2007–2008: Brian Lumley: Necroscope:
  1. Teil 3: Kreaturen der Nacht (LPL Records)
  2. Teil 4: Untot (LPL Records)
  3. Teil 5: Totenwache (LPL Records)
  4. Teil 6: Das Dämonentor (LPL Records)
  5. Teil 7: Blutlust (LPL Records)
  6. Teil 8: Höllenbrut (LPL Records)
- 2009: Oscar Wilde: Das Bildnis des Dorian Gray (Audible)
- 2016: James Goss: Doctor Who – Die Dynastie der Winter:
  1. Teil 1: Die Götter (Lübbe Audio)
  2. Teil 2: Das Haus (Lübbe Audio)
  3. Teil 3: Die Sünden (Lübbe Audio)
  4. Teil 4: Die Erinnerung (Lübbe Audio)
- 2019: H.P. Lovecraft: Bibliothek des Schreckens: Der Schatten über Innsmouth (LPL Records, zusammen mit Joachim Kerzel, David Nathan und Torsten Michaelis)
- 2024: Patrick Stewart: Making It So. Mein Leben (Hörbuch, riva Verlag & Audible)

### Hörspiele
- 1979: als Verkäufer in Monchichi & Monchichi (RCA)
- 1980–1989, 2000: als „Jan Tenner“ in Jan Tenner (Kiosk)
- 1981: als „Jeremy Jones“ in Spuk auf Blackstone-Castle (Lakenludwig und der Gruselfilm) (Kiosk)
- 1981: als „Siegfried“ in Die Nibelungen (Kiosk)
- 1981–1982: als „Massimo Krause“ in Andy, der Meisterdetektiv (Die kleinen Detektive) (Kiosk)
- 1982: als „Tron“ in Tron (Karussell/Disney)
- 1982: als „Paris“ in Die Abenteuer des Odysseus (Kiosk)
- 1986: Richard Hughes: Gefahr – Regie: Bärbel Jarchow-Frey (RIAS)
- 1989: als „Roscoe“ in Oliver & Co (Karussell)
- seit 2000: als „Kommissar Will Mallmann“ in Geisterjäger John Sinclair (WA/LA)
- 2003: als „Graf Dracula“ in Bram Stokers Dracula (Deutsche Grammophon)
- 2004–2010: verschiedene Nebenrollen in Gespenster-Krimi (WA/LA)
- seit 2005: als „Dracula“ in der Serie Faith van Helsing (Russel & Brandon Company)
- seit 2005: als Wanderer in Die letzten Helden (Holysoft Studios Ltd)
- 2005–2010, seit 2012: als „Kommissar Wim Banner“ in Offenbarung 23 (LPL Records)
- 2006–2009: als „Kartaan“ in Caine (Lausch)
- seit 2010: als „Butler Parker“ Butler Parker (Zauberstern Records)
- 2010: als Erzähler in Beyond the Veil (Maritim)
- 2015: als „Der Laskare“ in Der Mann mit der entstellten Lippe (Titania Medien)
- 2018: als „John Brady“ in Folge 67 Der goldene Drache von Die drei ??? Kids (Europa)
- seit 2019: als „Jan Tenner“ in Jan Tenner – Der neue Superheld (Zauberstern Records)

## Filmografie (Auswahl)
- 1972: als Biscuit in Auf den Spuren der Anarchisten
- 1975: als Jürgen Hadank in Kommissariat 9
- 1977: als Juan in Es muß nicht immer Kaviar sein
- 1981: als Erster Offizier Griess in Der Fuchs von Övelgönne
- 1981: als Jochen Siebert in Vater einer Tochter
- 1983: als Frederic Walter in Frohe Ostern
- 1983–1984: als Heinz Martin Michler in Jakob und Adele
- 1984: als Jagdgast in Er-Goetz-liches
- 1984: als Hubert Nagold in Die Dame und die Unterwelt
- 1985: als Bodo in Didi und die Rache der Enterbten
- 1988: als Herr Walczock in Berliner Weiße mit Schuß

## Synchronrollen (Auswahl)
Michele Placido
- 1984–1989: Allein gegen die Mafia (Fernsehserie) als Commissario Corrado Cattani
- 1985: Pizza Connection als Mario Aloia
- 1986: Im Kaufhaus ist die Hölle los als Geschäftsführer
- 1989: Für immer Mery als Marco Terzi
- 1990: Afghan Breakdown als Major Bandura
- 1993: Giovanni Falcone – Im Netz der Mafia als Giovanni Falcone
- 1994: Lamerica als Fiore
- 2006: Eiskalt als Anedda
- 2012: The Lookout – Tödlicher Hinterhalt als Giovanni

Jonathan Pryce
- 1995: Carrington – Liebe bis in den Tod als Lytton Strachey
- 2003: Fluch der Karibik als Gouverneur Weatherby Swann
- 2006: Pirates of the Caribbean – Fluch der Karibik 2 als Gouverneur Weatherby Swann
- 2007: Pirates of the Caribbean – Am Ende der Welt als Gouverneur Weatherby Swann
- 2008: Bedtime Stories als Marty Bronson
- 2015–2016: Game of Thrones (Fernsehserie) als Hoher Spatz
- 2017: Taboo (Fernsehserie) als Sir Stuart Strange
- 2019: Die zwei Päpste als Papst Franziskus
- 2020: Tales from the Loop als Russ
- 2022–2023: The Crown (Fernsehserie) als Prinz Philip
- seit 2022: Slow Horses – Ein Fall für Jackson Lamb (Fernsehserie) als David Cartwright

Timothy Dalton
- 1987: James Bond 007 – Der Hauch des Todes als James Bond 007
- 1987: Erben der Liebe (Miniserie) als Perry Kilkullen
- 1989: James Bond 007 – Lizenz zum Töten als James Bond 007
- 1999: Cleopatra als Julius Caesar
- 2007: Hot Fuzz – Zwei abgewichste Profis als Simon Skinner
- 2009–2010: Doctor Who (Fernsehserie) als Lord Präsident Rassilon
- 2014–2016: Penny Dreadful (Fernsehserie) als Sir Malcolm Murray
- 2019–2023: Doom Patrol (Fernsehserie) als Niles Caulder / Chief
- 2023: 1923 als Donald Whitfield

Tom Wilkinson
- 1998: Shakespeare in Love als Hugh Fennyman
- 2001: In the Bedroom als Dr. Matt Fowler
- 2004: Stage Beauty als Betterton
- 2004: Vergiss mein nicht! als Dr. Howard Mierzwiak
- 2005: Batman Begins als Carmine Falcone
- 2008: Rock N Rolla als Lenny Cole
- 2021: SAS: Red Notice als William Lewis

Udo Kier
- 1999: End of Days – Nacht ohne Morgen als Dr. Donald Abel
- 2000: Shadow of the Vampire als Albin Grau
- 2007: Halloween als Morgan Walker
- 2009: Metropia als Ivan Bahn

Donald Trump
- 1994: Die kleinen Superstrolche als Waldos Vater
- 1998: Celebrity – Schön. Reich. Berühmt. als Donald Trump
- 2020: Bombshell – Das Ende des Schweigens als Donald Trump

Jeremy Irons
- 2021: Zack Snyder’s Justice League als Alfred Pennyworth
- 2021: Liebe ist... als Lawrence Philips
- 2021: House of Gucci als Rodolfo Gucci
- 2023: The Flash als Alfred Pennyworth
- 2024: The Beekeeper als Wallace Westwyld

Chevy Chase
- 1985: Fletch – Der Troublemaker als Irwin „Fletch“ Fletcher
- 1989: Fletch – Der Tausendsassa als Irwin „Fletch“ Fletcher

Christopher Walken
- 1993: True Romance als Vincenzo Coccotti
- 1998: Antz – Ameisen als Colonel Cutter

Alec Baldwin
- 1993: Malice – Eine Intrige als Dr. Jed Hill
- 1999: The Confession – Das Geständnis als Roy Bleakie

Jay O. Sanders
- 1997: … denn zum Küssen sind sie da als FBI-Agent Kyle Craig
- 1999: Music of the Heart als Dan Paxton

Peter Riegert
- 2010–2013: Good Wife (Fernsehserie) als Richter Harvey Winter
- 2016: Show Me a Hero (Fernsehserie) als Oscar Newman

Joaquim de Almeida
- 2011: Fast & Furious Five als Hernan Reyes
- 2023: Fast & Furious 10 als Hernan Reyes

Chris Britton
- 2018/19: Riverdale (Fernsehserie) als Richter
- 2020: Locke & Key als Chamberlain Locke

F. Murray Abraham
- 2019: Drachenzähmen leicht gemacht 3: Die geheime Welt als Grimmel
- 2022: Moon Knight (Fernsehserie) als Khonshu

Charles Dance
- 2020: Mank als William Randolph Hearst
- 2023: Rabbit Hole als Dr. Ben Wilson

### Filme
- 1978: Kampfstern Galactica – Richard Hatch als Cpt. Apollo
- 1980: Der Supercop – Jack McDermott als Reporter
- 1982: Star Trek II – Der Zorn des Khan – Judson Scott als Joachim
- 1982: Tron – Bruce Boxleitner als Alan Bradley/Tron
- 1983: Die Rückkehr der Jedi-Ritter – Michael Pennington als Moff Jerjerrod
- 1985: Der Glücksbärchifilm – Mickey Rooney als Nicolas Cherrywood/Erzähler
- 1985: The Breakfast Club – John Kapelos als Hausmeister Carl
- 1987: Die Braut des Prinzen – Christopher Guest als Graf Rugen
- 1988: Crocodile Dundee II – Hechter Ubarry als Luis Rico
- 1988: Falsches Spiel mit Roger Rabbit – David L. Lander als Smart Ass
- 1988: Oliver & Co. – Taurean Blancque als Roscoe
- 1989: Black Rain – Tim Kelleher als Bobby
- 1989: Magnolien aus Stahl – Tom Skerritt als Drum Eatenton
- 1989: Arielle, die Meerjungfrau – Paddi Edwards als Abschaum/Meerschaum
- 1990: Internal Affairs – Trau’ ihm, er ist ein Cop – Richard Gere als Dennis Peck
- 1990: Jagd auf Roter Oktober – Sam Neill als Vasilij Borodin
- 1991: Highlander II – Die Rückkehr – John C. McGinley als David Blake
- 1992: Bodyguard – Tomas Arana als Greg Portman
- 1994: Timecop – Ron Silver als Senator Aaron McComb
- 1994: Vier Hochzeiten und ein Todesfall – Corin Redgrave als Hamish
- 1995: Die üblichen Verdächtigen – Gabriel Byrne als Dean Keaton
- 1996: Casino – Dick Smothers als Senator
- 1996: Auge um Auge – A.C. Weary als Nachrichtensprecher
- 1996: Star Trek – Der erste Kontakt – Cully Fredricksen als Vulkanischer Captain
- 1997: 187 – Eine tödliche Zahl – Samuel L. Jackson als Trevor Garfield
- 1997: Der Schakal – J. K. Simmons als FBI-Agent T. I. Witherspoon
- 1997: Anastasia – Rick Jones als Zar Nicolai
- 1998: Ein perfekter Mord – David Suchet als Mohamed Karaman
- 1998: Star Trek – Der Aufstand – Bruce French als Sona-Navigator
- 1999: American Beauty – Scott Bakula als Jim Olmeyer
- 2000: Erin Brockovich – Peter Coyote als Kurt Potter
- 2000: Mission: Impossible II – Kee Chan als McCloys Chemiker
- 2001: Die Entdeckung des Himmels – Jeroen Krabbé als Engel Gabriel
- 2001: From Hell – Terence Harvey als Ben Kidney
- 2002: Peter Pan: Neue Abenteuer in Nimmerland – Corey Burton als Captain Hook
- 2002: Star Trek – Nemesis – Jude Ciccolella als Commander Suran
- 2003: Das Leben des David Gale – Leon Rippy als Braxton Belyeu
- 2003: Robin Hood – König der Diebe – Alan Rickman als Sheriff von Nottingham
- 2003: Was Mädchen wollen – Roger Griffiths als Lord Orwood
- 2006: Das Omen – Marshall Cupp als Botschafter Steven Haines
- 2008: Bolt – Ein Hund für alle Fälle – Malcolm McDowell als Dr. Calico
- 2011: Hangover 2 – Nirut Sirichanya als Fohn, Laurens Vater
- 2015: Die Garde der Löwen – James Earl Jones als Mufasa
- 2016: Rogue One: A Star Wars Story – Guy Henry als Gouverneur Wilhuff Tarkin
- 2019: Royal Corgi – Der Liebling der Queen – Tom Courtenay als Duke of Edinburgh
- 2020: Borat Anschluss Moviefilm – Rudy Giuliani als Rudy Giuliani
- 2020: Wonder Woman 1984 – Stuart Milligan als Ronald Reagan
- 2021: The Last Mercenary – Philippe Morier-Genoud als Commandant Hugo
- 2023: Oppenheimer – Gregory Jbara als Warren G. Magnuson

### Serien
- 1990: Trio mit vier Fäusten – Richard Hatch als Billy Hagan
- 1995: Trio mit vier Fäusten – Edward Winter als Alan Singer
- 2004–2006: Deadwood – Ian McShane als Al Swearengen
- 2006: Desperate Housewives – Brian Kerwin als Harvey Bigsby
- 2017: Roots – Brett Rice als William Byrd
- 2018–2019: Knightfall – Jim Carter als Bonifatius VIII.
- 2019, 2022: Gentleman Jack – Bruce Alexander als Mr. Parker
- 2019–2022: His Dark Materials — David Suchet als Kaisa
- 2020: Gangs of London – Colm Meaney als Finn Wallace
- 2021: Riverdale – David LeReaney als Chief Russell
- 2021: Die Köchin von Castamar – Javier Lago als Armando Belmonte
- 2021: Mare of Easttown – Gordon Clapp als  Pat Ross
- 2021: Hawkeye – Simon Callow als Armand Duquesne III
- 2022: Archive 81 – Andrew Long als William Crest
- 2022: Das Büro – Creed Bratton als Creed Bratton
- seit 2023: Heartland – Paradies für Pferde - Shaun Johnston als Jack Bartlett

## Dialogbuch und -regie (Auswahl)
- 1988: Mondsüchtig
- 1988: Angeklagt
- 1989: Black Rain
- 1990: Jagd auf Roter Oktober
- 1991: Robin Hood – König der Diebe (DVD-Langfassung: 2003)
- 1996: Star Trek: Der erste Kontakt
- 1998: Antz
- 1998: Star Trek: Der Aufstand
- 1999: American Beauty
- 2001: A Beautiful Mind (Dialogbuch: Riedel / Dialogregie: Marianne Groß)
- 2002: Der Anschlag
- 2002: Die Bourne Identität
- 2002: Star Trek: Nemesis
- 2003: Luther
- 2003: Fluch der Karibik
- 2003: Tränen der Sonne
- 2004: Meine Frau, ihre Schwiegereltern und ich
- 2004: Die Bourne Verschwörung
- 2005: Brick
- 2016: Allied – Vertraute Fremde
- 2017: The Discovery
- 2019: Knightfall (Staffel 2) (Dialogbuch: Riedel zusammen mit Änne Troester und Marianne Groß / Dialogregie: Marianne Groß)
- 2019: Criminal
- 2019: Die zwei Päpste (Dialogbuch: Riedel / Dialogregie: Marianne Groß)
- 2020: Gangs of London (Dialogregie: Riedel / Dialogbuch: Hans-Achim Günther)
- 2021: Best Sellers
- 2022: Glass Onion: A Knives Out Mystery (Dialogregie: Riedel / Dialogbuch: Marianne Groß)

## Auszeichnungen (Auswahl)
- 2000: Hörspiel Award: 3. Platz in der Kategorie Bester Sprecher in einer Hauptrolle
- 2001: Hörspiel Award: 3. Platz in der Kategorie Beste Nebenrolle (Publikum)
- 2001: Hörspiel Award: 1. Platz in der Kategorie Beste Nebenrolle (Kritiker)
- 2002: Hörspiel Award: 5. Platz in der Kategorie Beste Nebenrolle (Publikum)
- 2003: Hörspiel Award: 2. Platz in der Kategorie Beste Nebenrolle (Publikum)
- 2003: Hörspiel Award: 1. Platz in der Kategorie Beste Nebenrolle (Kritiker)
- 2004: Hörspiel Award: 2. Platz in der Kategorie Beste Nebenrolle (Publikum)
- 2004: Hörspiel Award: 2. Platz in der Kategorie Beste Nebenrolle (Kritiker)
- 2007: Ohrkanus: Bester Sprecher in einer Nebenrolle (Gruselkabinett 20: Alexandre Dumas’ Der Werwolf)